# The Night Agent
The Night Agent è una serie televisiva del 2023 creata da Shawn Ryan tratta dall'omonimo romanzo di Matthew Quirk. Ha debuttato su Netflix il 23 marzo 2023.  La serie è emersa come la terza serie di debutto più vista su Netflix nei suoi primi quattro giorni, e nel giro di una settimana è stata rinnovata per una seconda stagione, pubblicata il 23 gennaio 2025.

## Trama
L'agente dell'FBI  Peter Sutherland viene gettato in una vasta cospirazione su una talpa ai più alti livelli del governo degli Stati Uniti. Per salvare la nazione, si tuffa in una disperata caccia al traditore, mentre protegge l'ex CEO Rose Larkin dalle persone che hanno ucciso sua zia e suo zio.

## Episodi
| Stagione         | Episodi | Prima TV USA | Prima TV Italia |
| ---------------- | ------- | ------------ | --------------- |
| Prima stagione   | 10      | 2023         | 2023            |
| Seconda stagione | 10      | 2025         | 2025            |
| Terza Stagione   | 10      | -            | -               |

## Personaggi

### Principali
- Peter Sutherland (stagione 1-incorso), interpretato da Gabriel Basso, è un agente dell'FBI che lavora alla Casa Bianca come operatore telefonico di Night Action. Un anno prima ha fermato un attacco terroristico su un treno a Washington.
- Rose Larkin (stagione 1-in corso), interpretata da Luciane Buchanan, è una giovane imprenditrice della sicurezza informatica e nipote di due agenti di Night Action. Verrà protetta da Peter da chi cerca di ucciderla per aver assistito alla morte dei suoi zii.
- Chelsea Arrington (stagione 1, guest star 2), interpretata da Fola Evans-Akingbola, è un'ambiziosa agente dei servizi segreti statunitensi che coordina la scorta di Maddie.
- Maddie Redfield (stagione 1), interpretata da Sarah Desjardins è la figlia del vicepresidente.
- Ellen (stagione 1), interpretata da Eve Harlow, è un'assassina imprevedibile.
- Dale (stagione 1), interpretato da Phoenix Raei, è un sicario professionista e partner di Ellen.
- Ben Almora (stagione 1), interpretato da Enrique Murciano, è il direttore dei servizi segreti.
- Erik Monks (stagione 1), interpretato da D. B. Woodside, è un veterano agente dei servizi segreti statunitensi appena assegnato a Maddie.
- Diane Farr (stagione 1-in corso), interpretata da Hong Chau, è il capo dello staff della Casa Bianca.

- Noor Taheri (stagione 2), interpretata da Arienne Mandi, è un assistente junior della Missione iraniana presso le Nazioni Unite a New York e sta cercando asilo collaborando con l'FBI.
- Jacob Monroe (stagione 2), interpretato da Louis Herthum, un trafficante illegale di informazioni.
- Solomon Vega (stagione 2), interpretato da Berto Colon, un ex marine che lavora per Jacob.
- Javad (stagione 2), interpretato da Keon Alexander, un ufficiale del controspionaggio della Forza Quds e capo della sicurezza presso la Missione iraniana a New York.
- Markus Dargan (stagione 2), interpretato da Michael Malarkey, nipote del deposto dittatore terrorista Viktor Bala.
- Catherine Weaver (stagione 2), interpretata da Amanda Warren, l'handler di Peter nella Night Action.

### Ricorrenti
- Colin Worley e Matteo Worley (stagione 1), interpretati da Andre Anthony. Il primo è l'autore dell'attentato dinamitardo a Washington, che assume l'identita' del suo gemello dopo la sua morte. Il secondo è il fratello gemello di Colin che viene ucciso perché scambiato per lui.
- Jim Wilson (stagione 1-in corso), interpretato da Tim Kelleher, giornalista padrino di Peter e migliore amico di suo padre.
- Ashley Redfield (stagione 1), interpretato da Christopher Shyer, è il Vicepresidente degli Stati Uniti. È uno dei tre responsabili dell'attentato sul treno di Washington per uccidere Omar Zadar, e per aver fatto uccidere gli zii di Rose. E anche responsabile del secondo attentato per cercare di uccidere di nuovo Omar Zadar e Michelle Travers. Alla fine della prima stagione verrà arrestato per i suoi crimini.
- Nathan Briggs (stagione 1), interpretato da Toby Levins, è l'agente dei servizi segreti degli Stati Uniti che fa parte della squadra di Redfield. Coinvolto nel secondo attentato terroristico per cercare di uccidere Omar Zadar e Michelle Travers, verrà ucciso da Peter.
- Valerie Chen (stagione 1), interpretata da Jessie Liang, l'assistente di Diane Ferr.
- Jamie Hawkins (stagione 1), interpretato da Robert Patrick. Vicedirettore dell'FBI, che viene ucciso per aver scoperto i mandanti degli assassini degli zii di Rose.
- Cynthia Hawkins (stagione 1), interpretata da Rebecca Staab. La moglie di Jamie Hawkins ed ex agente dell'FBI.
- Paulo Bonetto (stagione 1), interpretato da Greyston Holt. Insegnante d'arte di Maddie e suo interesse amoroso. Amico di Matteo, viene ucciso da quest'ultimo per rapire Maddie.
- Emma Campbell (stagione 1), interpretata da Simone Kessell. Agente segreto della Night Action e zia di Rose. Viene uccisa per aver scoperto i veri mandanti dell'attentato del treno di un anno fa.
- Henry Campbell (stagione 1), interpretato da William McDonald. Agente segreto della Night Action, marito di Emma e zio di Rose. Viene ucciso insieme a sua moglie per aver scoperto i veri mandanti dell'attentato del treno di una anno fa.
- Peter Sutherland Sr. (stagione 1), interpretato da Sebastien Roberts. Il padre di Peter agente dell'FBI. Viene arrestato per alto tradimento, per aver lavorato segretamente con un'agenzia straniera. Viene rilasciato dalla Casa Bianca per diventare un agente doppiogiochista. In seguito viene ucciso da un agente segreto straniero quando Peter aveva 16 anni. Viene fatto credere a Peter che suo padre è morto a causa di un incidente stradale, subito dopo viene cresciuto da Jim Wilson.
- Lorna (stagione 1), interpretata da Gabrielle Rose. Un ingegnere civile in pensione che ha lavorato in passato con gli zii di Rose. Consegna a Peter e Rose i documenti segreti di Henry e Emma.In seguito viene uccisa da Ellen e Dale.
- Omar Zadar (stagione 1), interpretato da Adam Tsekhaman. Il leader del fronte indipendente del popolo dei Balcani, ex terrorista in lizza per diventare presidente del suo paese. È lui il vero bersaglio dell'attentato del treno di un anno fa che è stato fermato da Peter.
- Gordon Wick (stagione 1-in corso), interpretato da Ben Cotton, è l'amministratore delegato di un appaltatore governativo,la Turn Lake Industries, che ha assunto Ellen e Dale per uccidere gli zii di Rose. Ed è anche uno dei tre responsabili dell'attentato del treno di un anno fa per uccidere Omar Zadar, ed è responsabile anche del secondo attentato per cercare di uccidere di nuovo Omar Zadar e Michelle Travers. Alla fine della prima stagione è latitante.
- Cisco Jenkins (stagione 1), interpretato da Curtis Lum, poliziotto miglior amico di Peter. Viene ucciso da Ellen per difendere Rose.
- Michelle Travers (stagione 1-in corso), interpretata da Kari Matchett, è la presidente degli Stati Uniti.

- Alice Leeds (stagione 2), interpretata da Brittany Snow, partner di Peter nella Night Action a Bangkok.
- Warren Stocker (stagione 2), interpretato da Teddy Sears, un ex agente dell'FBI che vende segreti a Bangkok.
- Aiden Mosley (stagione 2), interpretato da Albert Jones, il vicedirettore dell'FBI.
- Azita Taheri (stagione 2), interpretata da Marjan Neshat, la madre di Noor.
- Haleh (stagione 2), interpretata da Anousha, un'assistente della Missione iraniana delle Nazioni Unite a New York e amica di Noor.
- Abbas Mansuri (stagione 2), interpretato da Navid Negahban, l'ambasciatore iraniano alle Nazioni Unite.
- Tomás Bala (stagione 2), interpretato da Rob Heaps, cugino di Markus e figlio moderato e istruito privatamente di Viktor Bala.
- Sloane Killory (stagione 2), interpretata da Elise Kibler, la fidanzata di Tomás.
- Sami Saidi (stagione 2), interpretato da Marwan Kenzari, un agente di azione notturna ed ex sergente della Delta Force.
- Viktor Bala (stagione 2), interpretato da Dikran Tulaine, un dittatore deposto e criminale di guerra imprigionato a L'Aia.
- Farhad Taheri (stagione 2), interpretato da Kiarash Amani, il fratello di Noor.

## Produzione

### Sviluppo
Il 24 dicembre 2020, è stato annunciato che Sony Pictures Television avrebbe prodotto l'adattamento della serie TV del romanzo di Matthew Quirk The Night Agent, con Shawn Ryan come sceneggiatore. Il 21 luglio 2021, la serie è stata acquisita da Netflix, con Seth Gordon pronto a dirigere l'episodio pilota e produrre la serie di dieci episodi con Shawn Ryan, Marney Hochman, Julia Gunn, James Vanderbilt, William Sherak, Paul Neinstein, Nicole Tossou e David Beaubaire. La serie è uscita su Netflix il 23 marzo 2023. Il 29 marzo 2023 Netflix lo ha rinnovato per una seconda stagione. L'8 ottobre 2024 Netflix rinnova la serie per una terza stagione.

### Casting
Il 22 novembre 2021, Gabriel Basso e Luciane Buchanan sono stati scelti per la serie. Il 1º febbraio 2022, Hong Chau, D. B. Woodside, Fola Evans-Akingbola, Eve Harlow, Phoenix Raei, Enrique Murciano e Sarah Desjardins si sono uniti al cast come regolari. Il 24 febbraio 2023, Kari Matchett si è unita in un ruolo ricorrente. L'8 dicembre 2023, Amanda Warren è stata scelta come regolare per la seconda stagione. L'11 gennaio 2024, Berto Colon, Louis Hertumum e Arienne Mandi si sono uniti al cast come nuovi personaggi regolari della serie, mentre Brittany Snow e Teddy Sears hanno avuto ruoli ricorrenti per la seconda stagione. Il 16 febbraio 2024, Michael Malarkey e Keon Alexander sono stati scelti come nuovi regular della serie, mentre Navid Negahban e Rob Heaps si sono uniti al cast in veste ricorrente per la seconda stagione. Il 26 marzo 2024, Marwan Kenzari, Elise Kibler e Dikran Tulaine si sono uniti al cast in ruoli ospiti per la seconda stagione. Il 19 novembre 2024, Génesis Rodríguez è stata scelta come regolare per la terza stagione. Il 13 dicembre 2024, David Lyons, Jennifer Morrison, Stephen Moyer e Callum Vinson si sono uniti al cast come nuovi regular della serie, mentre Suraj Sharma si è unito in un ruolo ricorrente per la terza stagione.

### Riprese
La serie è stata girata interamente nella Columbia Britannica, in Canada, con la città di Vancouver che sostituisce Washington D.C. Le riprese della seconda stagione sono iniziate il 5 febbraio 2024 a New York City, con ulteriori riprese in Thailandia e Washington D.C. Il 17 giugno 2024 è stato annunciato che le riprese della seconda stagione si erano concluse.

## Accoglienza

### Visualizzazioni
Secondo Netflix, la serie ha avuto 168,71 milioni di ore di visualizzazioni in tutto il mondo nei suoi primi quattro giorni, il terzo più alto per una nuova serie. Nella sua seconda settimana, ha accumulato 216,4 milioni di ore di visualizzazioni. Nella sua terza settimana, ha guadagnato 130,48 milioni di ore di visualizzazioni ed è diventata la nona serie più vista dello streamer, con un totale di 515,57 milioni di ore visualizzate. Entro 25 giorni, ha accumulato 605,62 milioni di ore totali, emergendo come la sesta serie più vista dello streamer.

### Critica
Il sito web aggregatore di recensioni Rotten Tomatoes ha riportato un tasso di approvazione del 75% con una valutazione media di 6,5 / 10, basata su 28 recensioni critiche. Il consenso dei critici del sito web recita: "Abbuffabile come una lettura da spiaggia e altrettanto dimenticabile, The Night Agent è un thriller di spionaggio di routine raccontato con lodevole spavalderia". Metacritic, che utilizza una media ponderata, ha assegnato un punteggio di 68 su 100 basato su 13 critici, indicando "recensioni generalmente favorevoli".
Lucy Mangan di The Guardian ha dato allo show 4 stelle su 5, scrivendo: "È un divertimento propulsivo, più fluido che liscio, con ogni tornante perfettamente negoziato. Ci sono belle esecuzioni, specialmente da parte di Basso, che sta ottenendo due o tre note da quella che avrebbe potuto facilmente essere una parte di una nota". Confrontando The Night Agent e Rabbit Hole sul New York Times, Mike Hale scrive: "I due nuovi spettacoli sono ... allegramente, esasperantemente non plausibile. Night Agent è più a livello di carne e patate... Ma stringe lo spettatore in modo sufficientemente stuzzicante da trasportare i fan più accaniti del genere attraverso i suoi 10 episodi".
La seconda stagione ha un indice di gradimento dell'89% su Rotten Tomatoes, basato su 19 recensioni della critica, con una valutazione media di 6,8/10. I critici del sito web hanno dichiarato: "Sempre più sicuro nella sua seconda stagione, The Night Agent esegue la sua missione di intrattenere senza confusione o confusione". Su Metacritic, ha un punteggio medio ponderato di 67 su 100 basato su 9 critici, che indica recensioni "generalmente favorevoli".

## Riconoscimenti
- 2024 - Astra TV Awards[28]
  - Candidatura per la miglior attrice non protagonista in una serie in streaming, drammatica a Sarah Desjardins

- 2024 - Critics' Choice Super Awards[29]
  - Candidatura per la miglior serie d'azione, serie limitata o film per la televisione
  - Candidatura per la miglior serie d'azione, serie limitata o film per la televisione a Gabriel Basso
  - Candidatura per la migliore attrice in una serie d'azione, serie limitata o film per la televisione a Luciane Buchanan

- 2024 - People's Choice Awards[30]
  - Candidatura per lo spettacolo dell'anno degno di nota

- 2023 - Hollywood Professional Association[31]
  - Candidatura per gli effetti visivi di supporto eccezionali - Episodio o stagione della serie a Grant Miller, Hallana Barbosa, Pierceon Bellemare, Mariia Osanova e Ben Stommes

- 2023 - UBCP/ACTRA Awards[32]
  - Candidatura per la migliore interpretazione non protagonista, serie a Christopher Shyer